# Lamartine Griffin Hardman

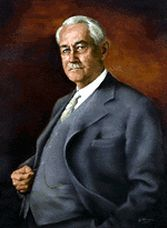
Lamartine Hardman

Lamartine Griffin Hardman (* 14. April 1856 in Harmony Grove, Jackson County, Georgia; † 18. Februar 1937 in Atlanta, Georgia) war ein US-amerikanischer Politiker und Gouverneur von Georgia von 1927 bis 1931.

## Frühe Jahre und politischer Aufstieg
Lamartine Hardman war der Sohn von William B.J. Hardman und dessen Frau Susan Elizabeth. Der Vater war ein bekannter Arzt und Prediger. Auch der junge Lamartine studierte an der University of Georgia Medizin. Nach seinem Abschluss im Jahr 1877 vervollständigte er seine Kenntnisse in New York, Pennsylvania und London. 1890 kehrte er nach Harmony Grove zurück, um sich an der Praxis seines Vaters zu beteiligen.
Bald entwickelte er neben seiner medizinischen Tätigkeit weitere Interessen. Er gründete einige Handelsunternehmungen und erwarb in verschiedenen Bezirken Georgias Farmland mit Pfirsich- und Apfelhainen. Er war auch Kurator einiger höheren Bildungsanstalten, darunter der landwirtschaftliche Zweig der University of Georgia. Bald galt er als einer der reichsten Männer Georgias. Seit 1902 war er politisch aktiv. In diesem Jahr wurde er in das Repräsentantenhaus von Georgia gewählt, dem er bis 1907 angehörte. Dort trat er entsprechend seiner Herkunft vor allem für medizinische und landwirtschaftliche Belange ein. 1907 wurde er für zwei Jahre Staatssenator in Georgia und dann wieder Abgeordneter. Während des Ersten Weltkrieges, der für die USA im April 1917 begann, war er mit der Verwaltung der Treibstoffreserven des Staates Georgia betraut. Seine Ambitionen auf das Amt des Gouverneurs traten erstmals 1914 zu Tage, als er sich, allerdings vergeblich, um dieses Amt bewarb. 1916 folgte ein weiterer vergeblicher Anlauf. 1926 gelang ihm dann endlich doch der ersehnte Wahlsieg. Er war mit 71 Jahren der zum Zeitpunkt des Amtsantritts älteste Gouverneur der Geschichte Georgias.

## Gouverneur von Georgia
Hardman wollte den Staat nach den Grundsätzen eines Wirtschaftsunternehmens führen. Er rief die nach einem Geschäftsmann aus Atlanta benannte Allen-Kommission ins Leben, die die Effizienz der Regierung und Verwaltung überprüfen sollte. Gleichzeitig sollte die Kommission Vorschläge für eine Vereinfachung der Abläufe und eine bessere Koordinierung erarbeiten. Allerdings fanden die Vorschläge der Kommission im Jahr 1930 keine parlamentarische Mehrheit. Dort war man inzwischen mit den Auswirkungen der beginnenden wirtschaftlichen Depression beschäftigt. Die Vorschläge der Allen-Kommission wurden später von Hardmans Nachfolger Richard B. Russell aufgegriffen und teilweise verwirklicht. Trotz einiger innerparteilicher Rivalitäten wurde Hardman 1928 wieder nominiert und in eine zweite Amtszeit gewählt. Diese war aber dann von gesundheitlichen Problemen des alternden Gouverneurs überschattet.

## Weiterer Lebenslauf
Hardman schied Anfang 1931 nach zwei Amtszeiten (eine Amtszeit war damals auf zwei Jahre begrenzt) aus dem Amt aus. Er starb am 18. Februar 1937 im Alter von 80 Jahren an Herzversagen. Hardman war seit 1907 mit Emma Wiley Griffin verheiratet. Das Paar hatte einen Sohn und drei Töchter.